# Serieteket (Oslo)
Serieteket i Oslo är en specialavdelning för tecknade serier vid Deichmanske bibliotek i den norska huvudstaden. Biblioteket är placerat vid filialen i Grünerløkka. Serieteket skall vara ett nationellt resurs- och kompetenscenter för tecknade serier, och man har därför föreläsningsverksamhet om ämnet för bibliotek och skolor.
Serieteket är även bas för Oslo Comics Expo.
Biblioteket erbjuder cirka 10 000 tecknade serier för utlåning.